# Grave (Países Bajos)
Grave es una ciudad y municipio de la provincia de Brabante Septentrional, en el sur de los Países Bajos, a orillas del río Mosa. El 30 de abril de 2017 contaba con una población de 12.378 habitantes, sobre una superficie de 28,03 km², de los que 0,85 km² corresponden a la superficie ocupada por el agua, con una densidad de 455 h/km².  
Grave, el núcleo principal del municipio, recibió el título de ciudad en 1233. Los restantes núcleos de población que forman el municipio son Velp, Escharen y Gassel. 

## Historia
Ciudad perteneciente a los Países Bajos Españoles, fue conquistada definitivamente por las Provincias Unidas (que ya la habían ocupado entre 1581-1586) el 20 de septiembre de 1602. 

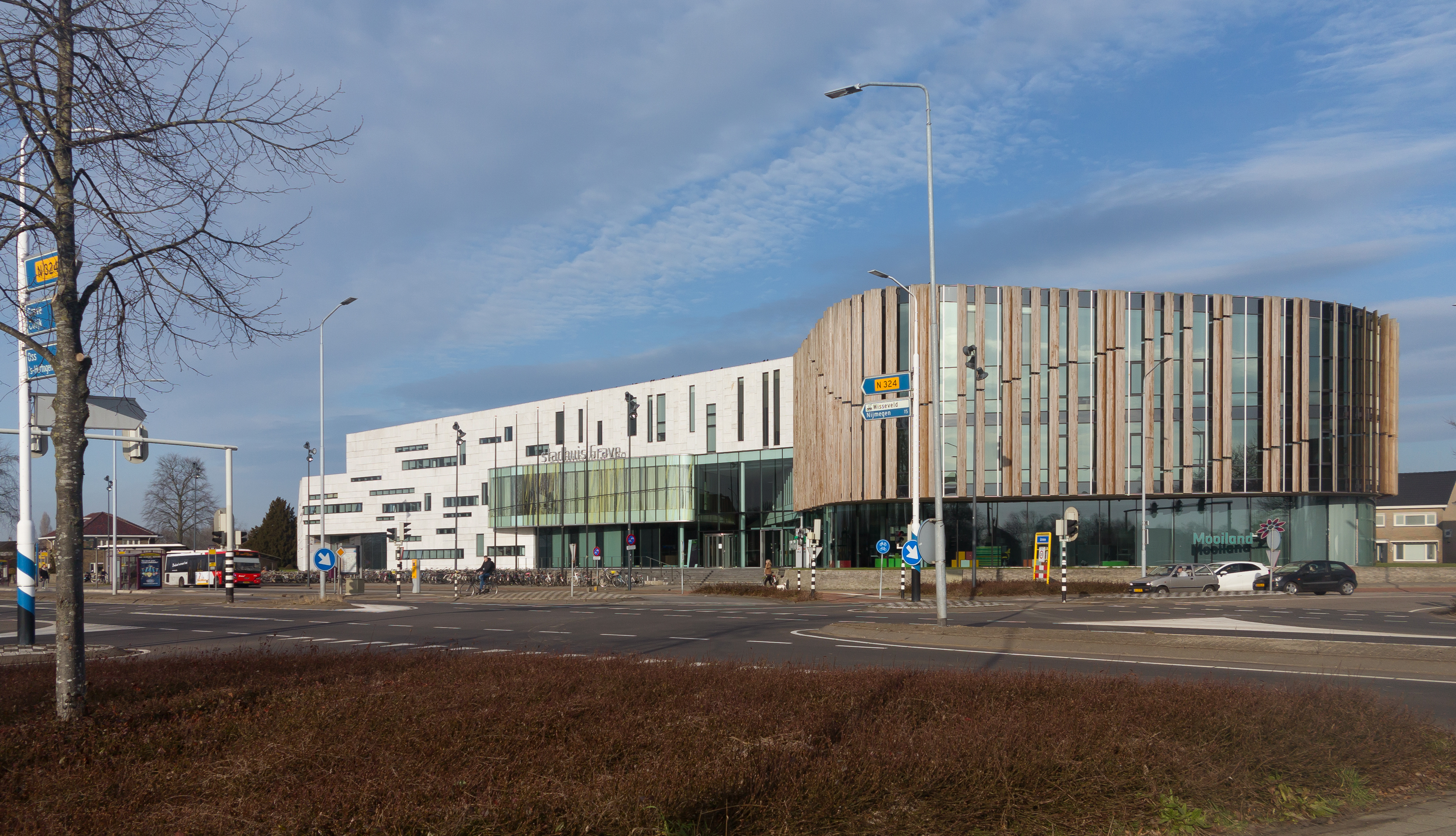
Grave, el ayuntamiento
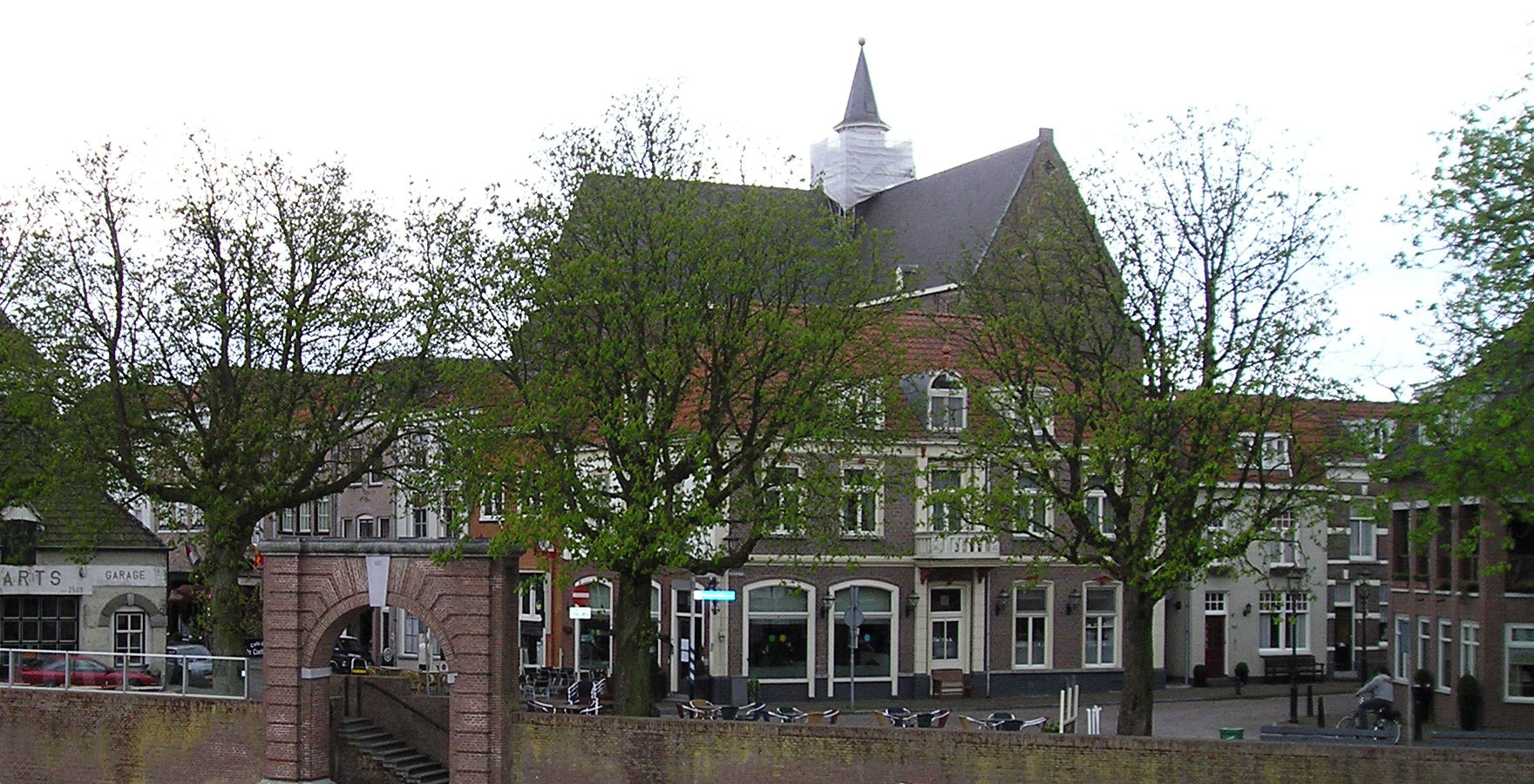
Vista
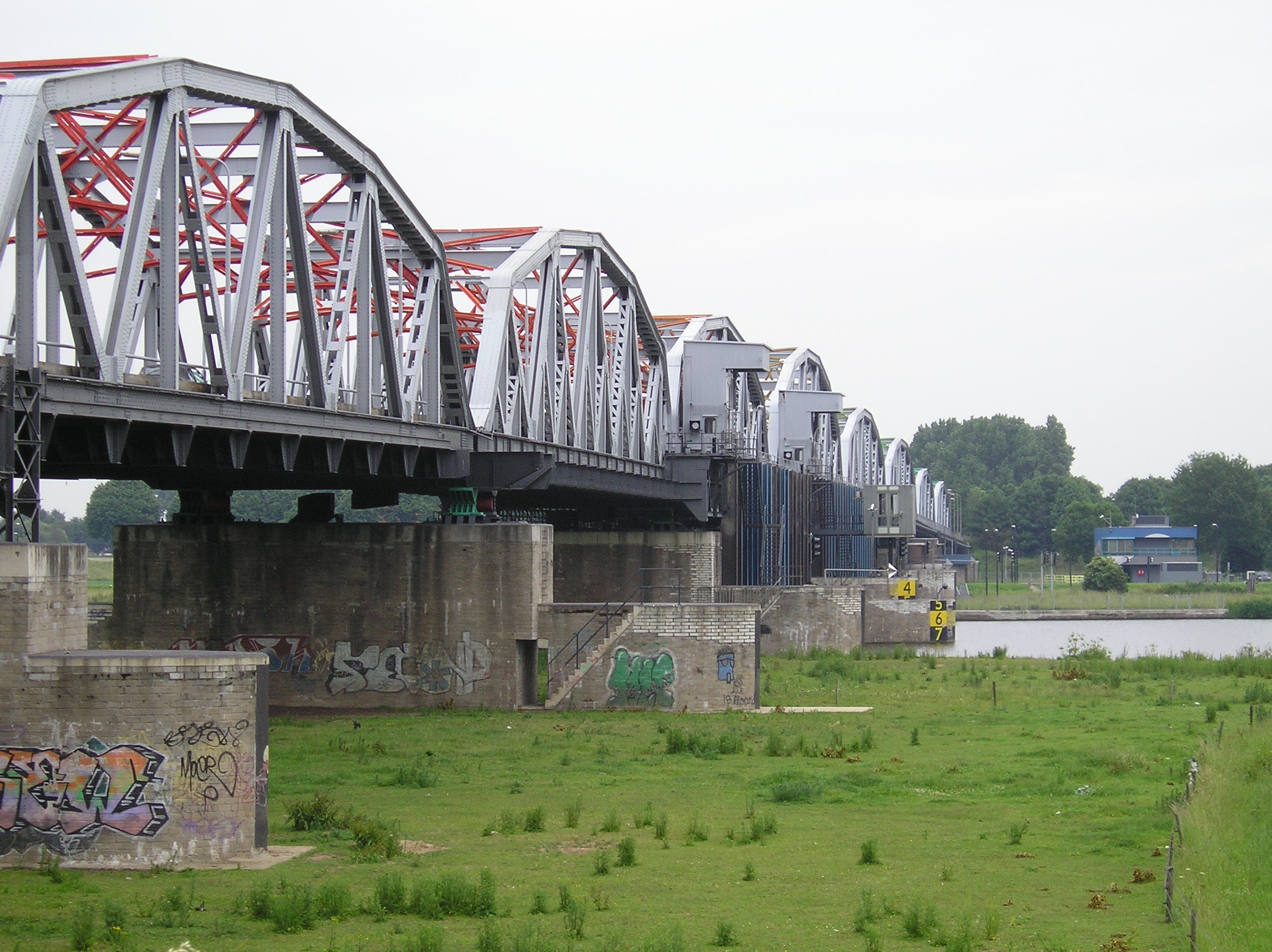
Puente de Grave
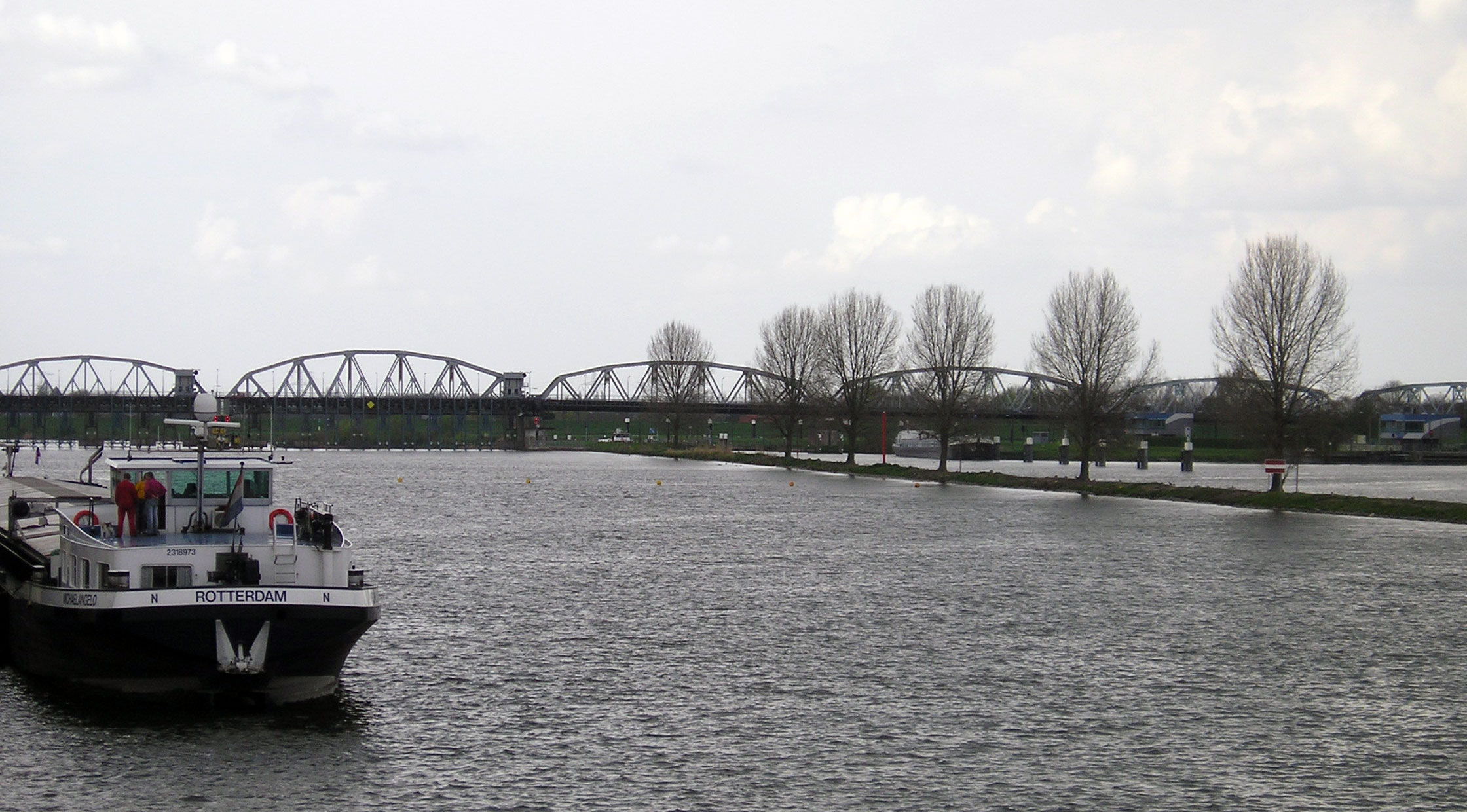
Puente de Grave
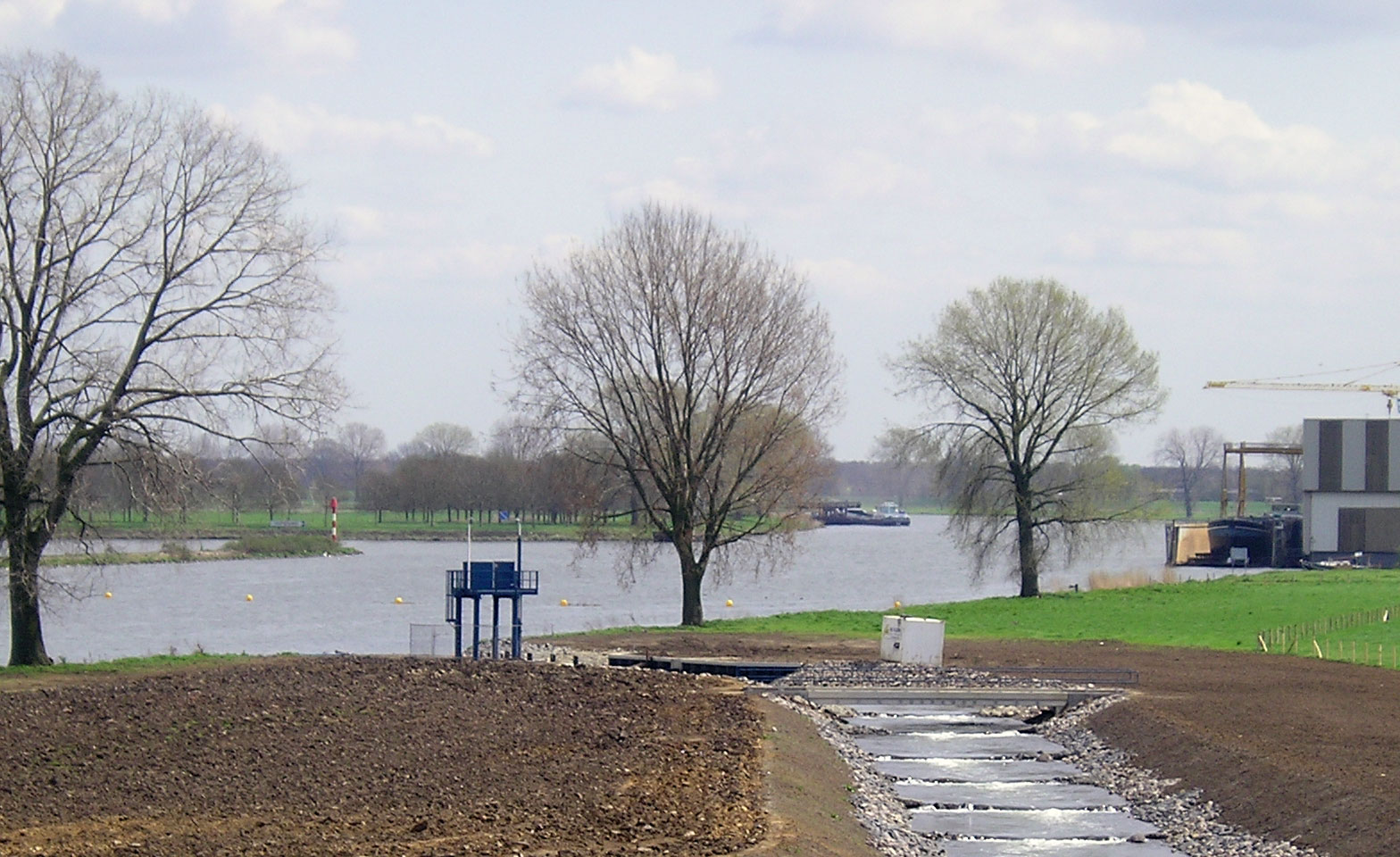
Astillero
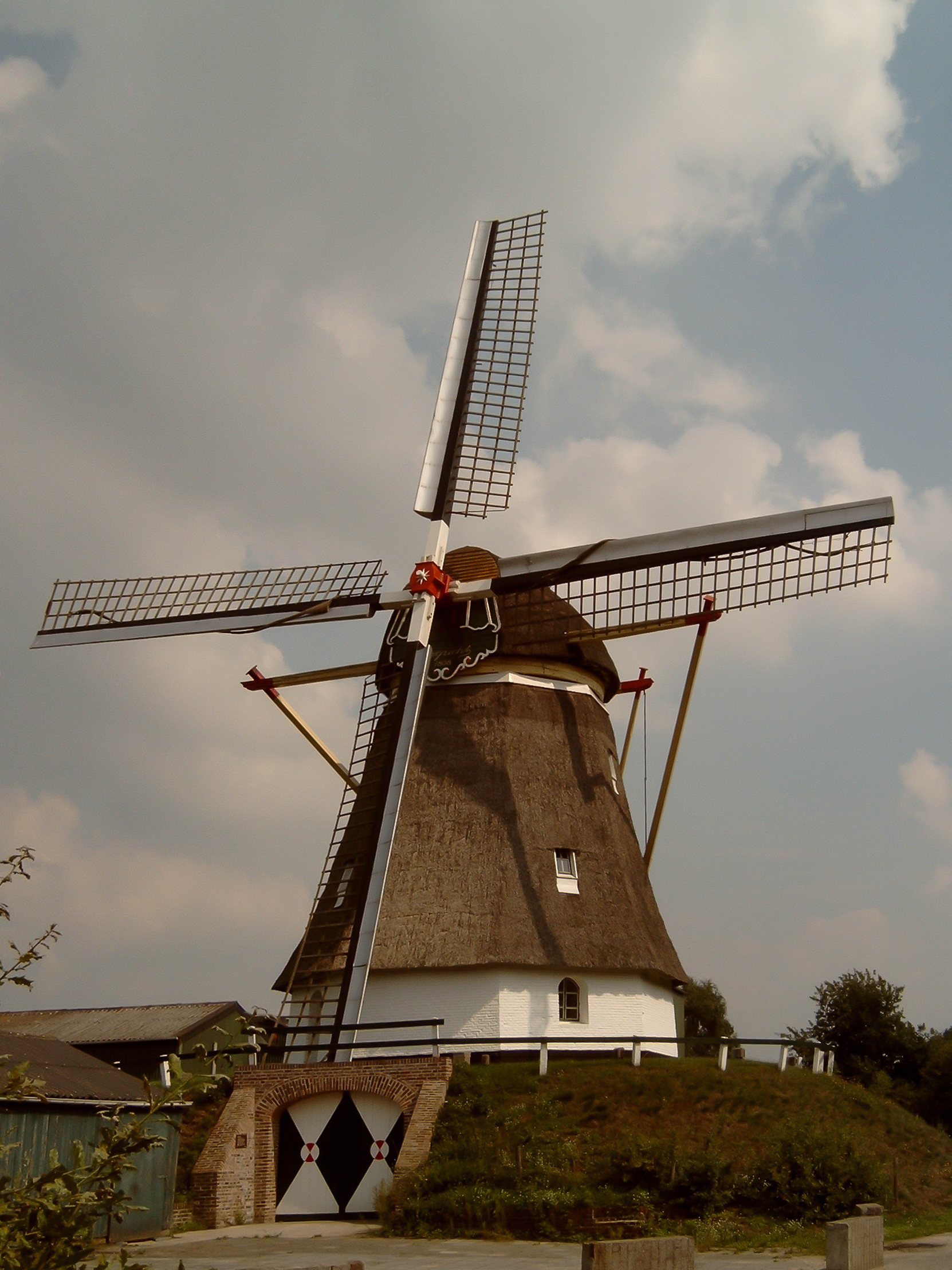
Gassel, el molino: windkorenmolen Bergzicht
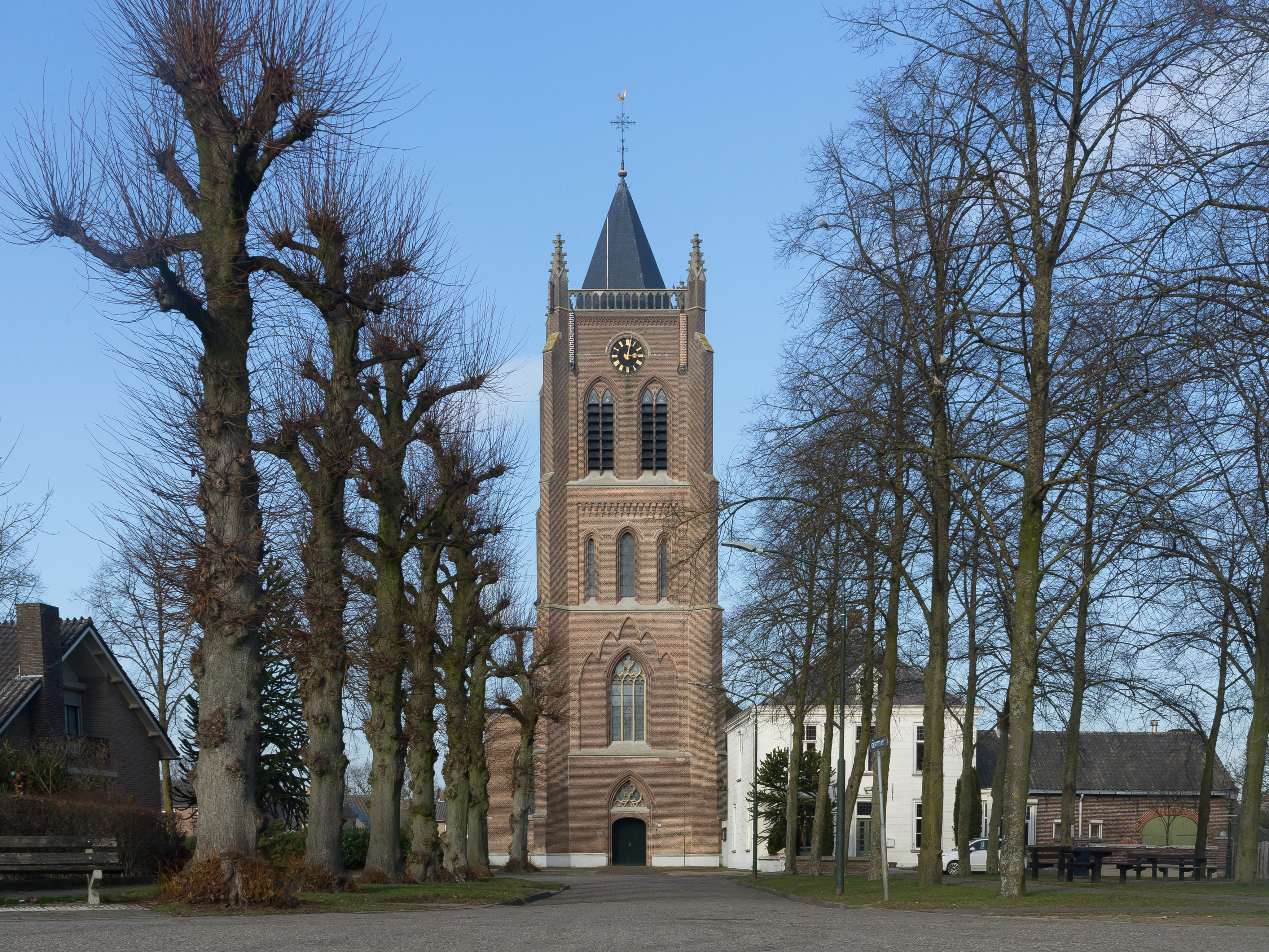
Gassel, la iglesia: la Sint Janskerk
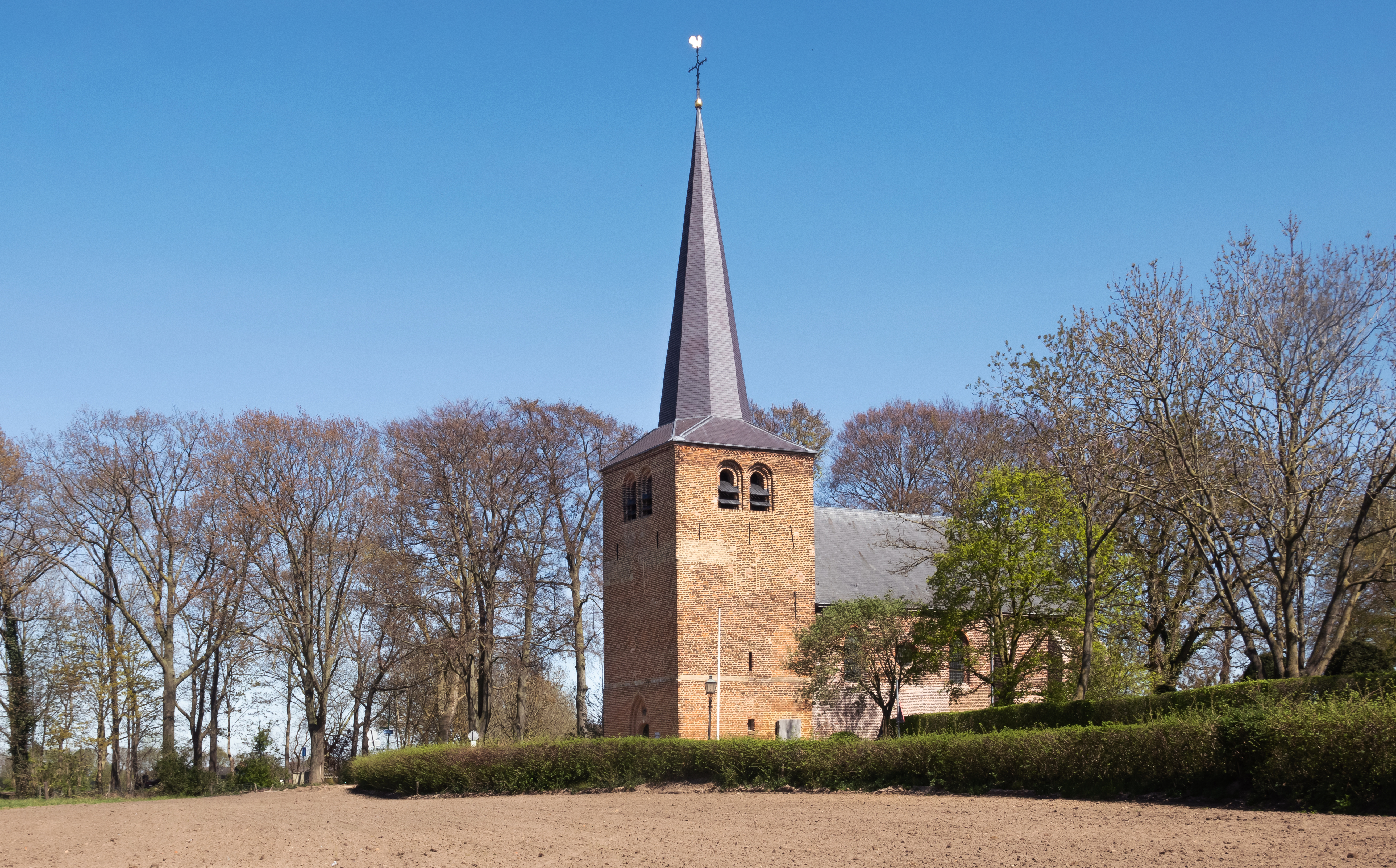
Velp-NBr, la iglesia: la Sint-Vincentiuskerk